# Diocèse d'Edmundston
Le diocèse d'Edmundston est un diocèse de l'Église catholique basé à Edmundston au Nouveau-Brunswick au Canada. Il couvre le Nord-Ouest de la province du Nouveau-Brunswick. Il a été érigé canoniquement le 16 décembre 1944 à partir du territoire du diocèse de Bathurst. Son évêque est Mgr Claude Champagne. Son siège épiscopal est la cathédrale de l'Immaculée-Conception d'Edmundston. Il est un diocèse suffragant de l'archidiocèse de Moncton qui a pour archevêque Mgr André Richard. Le diocèse est divisé en cinq zones pastorales.

## Histoire
Le diocèse d'Edmundston a été érigé canoniquement le 16 décembre 1944 à partir du territoire du diocèse de Bathurst.

## Zones pastorales
Le diocèse d'Edmundston est divisé en cinq zones pastorales :
- Haut-Madawaska
- Edmundston
- Grand-Sault
- Restigouche
- Victoria-Sud

## Évêques
- Mgr Marie-Antoine Roy (1945 - 1948)
- Mgr Joseph-Roméo Gagnon (1949 - 1970)
- Mgr Fernand Lacroix (de) (1970 - 1983)
- Mgr Gérard Dionne (1983 - 1993)
- Mgr François Thibodeau (de) (1993 - 2009)
- Mgr Claude Champagne (2009 - )

## Ordres religieux dans l'histoire du diocèse
- Filles de Marie de l'Assomption
- Filles de la Sagesse
- Frères de l'Instruction chrétienne
- Pères Eudistes
- Pères Maristes
- Religieuses Hospitalières de Saint-Joseph
- Religieuses de Notre-Dame du Sacré-Cœur
- Servantes du Très Saint Sacrement
- Sœurs de la Charité de Montréal
- Sœurs de la Congrégation Notre-Dame
- Ursulines

La Société des Missions-Étrangères du Québec est aussi active dans le diocèse.

## Instituts séculiers
- Groupe Monde et Espérance
- Institut Voluntas Dei
- Oblates Missionnaires de Marie-Immaculée